# Kamenná kašna (Soběslav)
Kašna sv. Floriána byla postavena na náměstí v Soběslavi v roce 1724 kameníkem Gotfried Ohnesorch z Počátek. Sochu světce vytvořil Josef Antonín Koranda z Německého Brodu. Předtím zde stála pouze dřevěná kašna. Vedle ní stála klec pro bezbožné, cizoložné lidi a pro pekaře, kteří malým pečivem šidili obyvatele města. Samotný svatý Florián je patronem města.

## Popis
Šestiúhelníková kamenná kašna se sochou sv. Floriána je umístěna v historickém centru města Soběslavi na náměstí Republiky. Kašna je stažená diagonálními kovovými pásy.

## Památková ochrana
Od 3. května roku 1958 je kašna chráněna jako kulturní památka a od roku 1990 v Památkové zóně Soběslav.

## Galerie

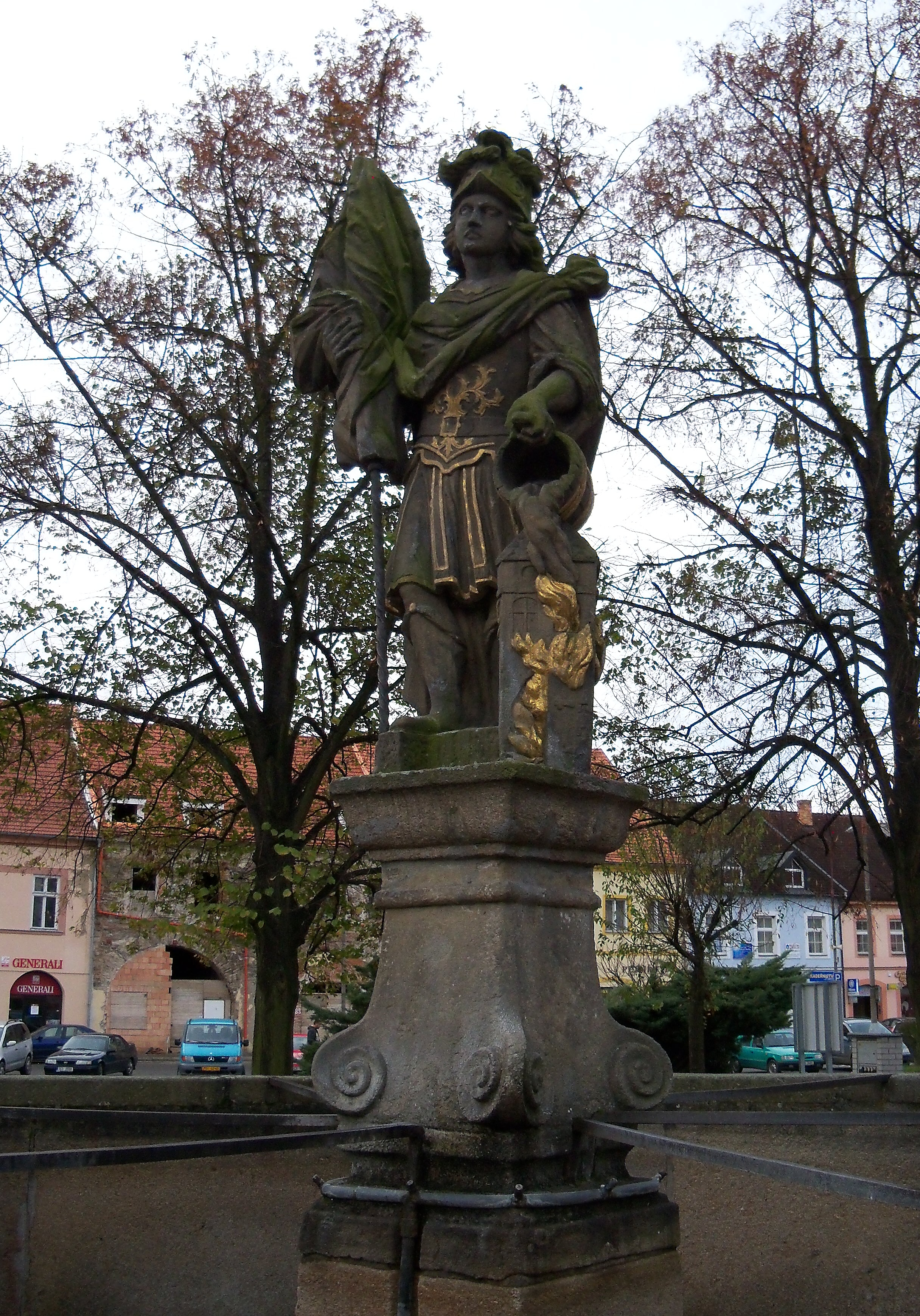
Kašna sv. Floriána na náměstí Republiky
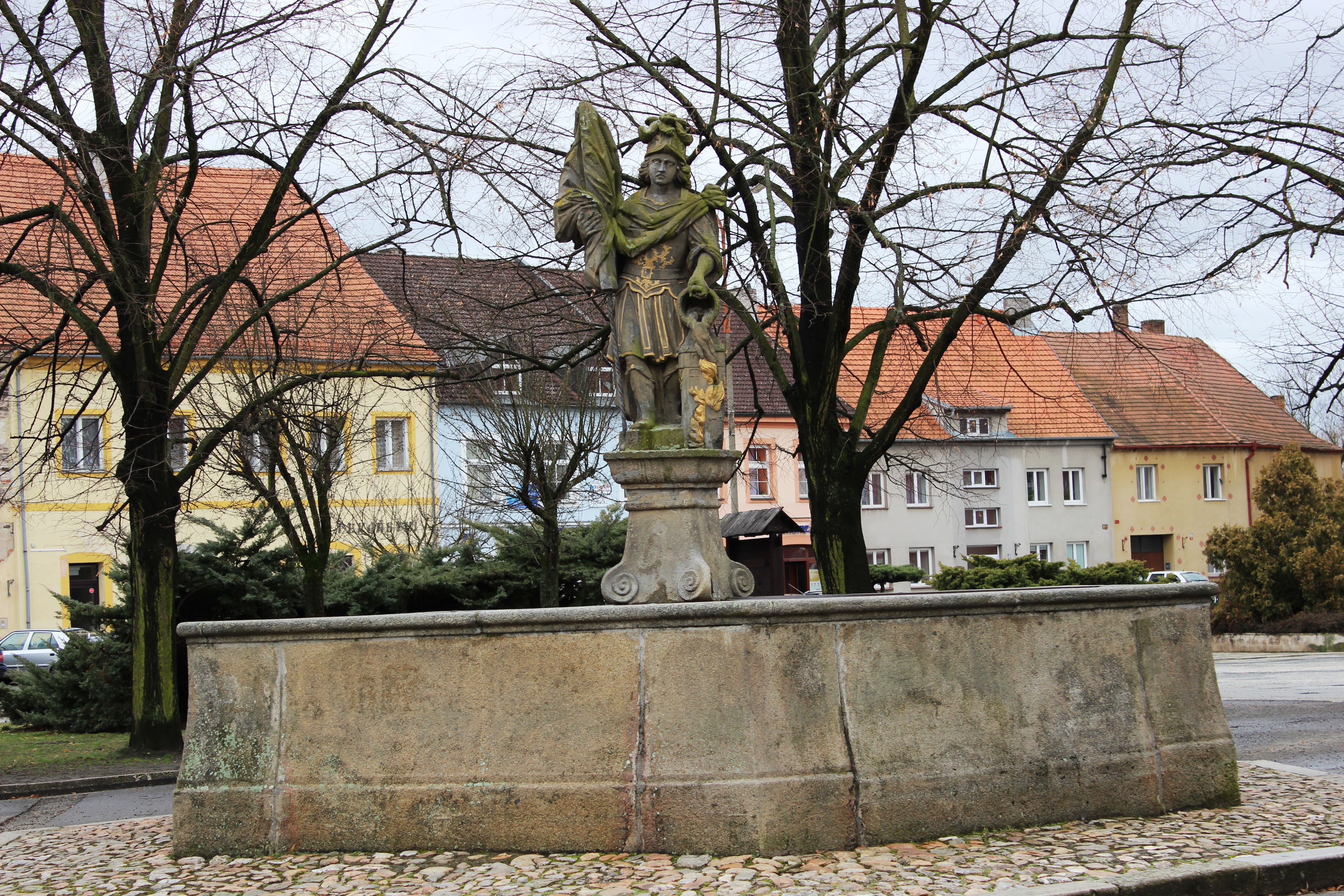